# Starship HLS
Starship HLS, или Starship Human Landing System представляет собой лунную посадочную версию космического корабля Starship, который будет доставлять астронавтов с окололунной орбиты на поверхность Луны и обратно. Он разрабатывается и строится SpaceX по контракту с NASA как важнейший элемент программы NASA Артемида по высадке экипажа на Луну в 2020-х годах.

## История
13 декабря 2018 года НАСА объявило о планах сотрудничать с частными американскими компаниями в разработке систем посадки на Луну.
14 февраля 2019 года НАСА в Вашингтоне провело отраслевой форум во время которого с представителями промышленности обсуждалась разработка системы посадки на Луну. Среди участников форума были представители SpaceX.
16 мая 2019 года НАСА выбрало 11 компаний для разработок прототипов посадочных систем.
30 апреля 2020 года НАСА выбрало 3 компании для дальнейшей разработки посадочной системы и заключило с ними контракты для дальнейших исследований. Сумма контрактов составила от 135 до 579 млн долларов.
16 апреля 2021 года НАСА объявило о заключении с SpaceX контракта на сумму в 2.89 млрд долларов для разработки системы посадки.
26 апреля 2021 года Blue Origin подала протест в Счетную палату США из-за решения НАСА выбрать только SpaceX в качестве подрядчика, на следующий день к протесту присоединилась Dynetics, другой претендент на контракт.
30 июля 2021 года Счетная палата США отвергла протесты Blue Origin и Dynrtics, против НАСА.
16 августа 2021 года Blue Origin подала иск против НАСА в федеральный суд, в связи с присуждением контракта на систему посадки человека.
19 августа 2021 года НАСА приостановило работы над системой посадки человека, из-за иска Blue Origin.
4 ноября 2021 года Федеральный суд вынес решение против Blue Origin в связи сего иском против НАСА.
15 ноября 2022 года НАСА заключило второй контракт с SpaceX на сумму 1,15 млрд долларов для посадки в ходе миссии Артемида 4.

## Планируемые миссии
На третьем этапе процесса закупок HLS НАСА в апреле 2021 года заключило со SpaceX контракт на разработку, производство и демонстрацию Starship HLS. Полет с экипажем состоится в рамках миссии Артемида-3 не ранее 2026 года после того, как ранее испытательный полет без экипажа успешно приземлится на Луну и вернется в NRHO.
23 марта 2022 года НАСА объявило о своем намерении организовать вторую демонстрационную миссию Starship HLS с экипажем на Луну с обновленной конструкцией HLS, чтобы соответствовать новым требованиям устойчивости. НАСА намерено договориться о присуждении SpaceX единственного источника, воспользовавшись опционом по контракту HLS 2021 года. Обновленный Starship HLS будет использоваться для миссии Артемида-5 и будет конкурировать с посадочными модулями, которые будут закуплены у других поставщиков для последующих посадок.
| № | Название                | Запуск | Дата заключения контракта |
| - | ----------------------- | ------ | ------------------------- |
| 1 | HLS Uncrewed Lunar Demo | 2025   | 16 апреля 2021 года       |
| 2 | HLS Сrewed Lunar Demo   | 2026   | 16 апреля 2021 года       |
| 2 | HLS Artemis 4           | 2028   | 15 ноября 2022 года       |

## Назначение

Иллюстрация плана миссии

Главной задачей HLS является доставка людей на поверхность Луны. Запуск Starship HLS планируется производить с помощью ракеты-носителя Super Heavy на околоземную орбиту, где он будет заправляться несколькими космическими кораблями-заправщиками Starship, прежде чем выйти на лунную почти прямолинейную гало-орбиту (NRHO). Там он встретится с пилотируемым космическим кораблем Орион, который будет запущен с Земли с помощью ракеты-носителя NASA Space Launch System. Экипаж переместится с Ориона на HLS, который спустится на поверхность Луны. Затем он вернет экипаж на Орион в NRHO.

## Конструкция
Starship HLS — это вариант космического корабля Starship, оптимизированный для работы на Луне и вокруг нее. В отличие от других версий Starship, Starship HLS не предназначен для входа атмосферу, поэтому у него нет теплозащитного экрана или поверхностей управления полетом. В отличие от других проектов HLS, в которых предлагалось несколько ступеней, космический корабль приземлится на Луну, а затем запустится с Луны целиком. Как и другие варианты Starship, Starship HLS имеет шесть двигателей Raptor, установленных в хвостовой части, которые используются, когда Starship HLS выступает в качестве второй ступени во время запуска с Земли. Они также используются в качестве основной двигательной установки на всех других этапах полета. В пределах 100 метров от лунной поверхности вариант будет использовать двигатели RCS большой тяги, расположенные в середине корпуса, чтобы избежать проблем со столкновением струи реактивного двигателя с лунным реголитом. Двигатели сжигают газообразный кислород и метан вместо жидкого кислорода и метана, используемых двигателями Raptor. Однако если негативные эффекты создаваемые двигателями Raptor окажутся незначительными, эти двигатели могут вовсе не понадобиться. Starship HLS планируется снабжать электроэнергией группой солнечных батарей по окружности корабля.
Starship HLS требует дозаправки на орбите. Перед запуском корабля HLS с Земли будет запущен вариант Starship, сконфигурированный как склад топлива, затем он частично или полностью будет заполнен топливом от заправщиков на базе Starship. Затем корабль Starship HLS будет запускаться и встречаться с уже загруженным складом топлива и дозаправляться. Для выполнения миссии может не потребоваться полная заправка баков.